# Love (álbum de Angels & Airwaves)
Love —en español: Amor— es el tercer álbum de estudio de la banda de rock Angels & Airwaves. Fue lanzado el 12 de febrero de 2010 en Fuel TV y el 14 de febrero en Modlife. El álbum fue lanzado de forma gratuita debido a la «suscripción de las empresas». Una «edición especial» del álbum fue programado para su estreno el 22 de marzo de 2011, junto con un segundo disco que contiene nueva música de la banda. Eso fue anunciado en un Q&A para la película, que declaró que sería extendido hasta el otoño de 2011.

## Producción
La producción del disco comenzó en enero del 2009, después de un tour con Weezer en el otoño del 2008. Este fue retrasado debido a la ausencia de Tom Delonge por la gira con Blink-182. Tom ha hecho comparaciones de la influencia de su música con sonidos de U2 y Pink Floyd.

## Lanzamientos y ediciones especiales
En mayo se anunció que el disco sería lanzado para Navidad, sin embargo, el 19 de julio de 2009, DeLonge anunció a través de Modlife que el álbum no sería lanzado el día de Navidad como estaba previsto anteriormente, sino el día de San Valentín. Tom Delonge también anunció que habría una edición de lujo del álbum con material extra. El primer sencillo del álbum, «Hallucinations», fue lanzado de forma gratuita el 23 de diciembre de 2009. Fuel TV anunció que lanzaría el álbum el 12 de febrero a las 6 p. m., hora del Pacífico, de forma gratuita. Por otra parte, un remix de «Hallucinations» hecho por Mark Hoppus estuvo disponible para todos aquellos que donaran dinero al descargar Love de Modlife. Tom DeLonge declaró vía Facebook que hubo en las primeras 48 horas del lanzamiento del álbum digital alrededor de 350 000 descargas.

## Lista de canciones
Todas las letras escritas por Tom DeLonge, toda la música compuesta por Angels & Airwaves.

| Love  |                                               |          |  |
| N.º   | Título                                        | Duración |  |
| 1.    | «Et Ducit Mundum Per Luce»                    | 2:34     |  |
| 2.    | «The Flight of Apollo»                        | 6:15     |  |
| 3.    | «Young London»                                | 5:03     |  |
| 4.    | «Shove»                                       | 6:34     |  |
| 5.    | «Epic Holiday»                                | 4:38     |  |
| 6.    | «Hallucinations»                              | 4:39     |  |
| 7.    | «The Moon-Atomic (...Fragments and Fictions)» | 6:17     |  |
| 8.    | «Clever Love»                                 | 4:27     |  |
| 9.    | «Soul Survivor (...2012)»                     | 4:04     |  |
| 10.   | «Letters to God, Part II»                     | 4:06     |  |
| 11.   | «Some Origins of Fire»                        | 5:20     |  |
| 53:57 |                                               |          |  |

| Bonus track |                                         |          |  |
| N.º         | Título                                  | Duración |  |
| 12.         | «Hallucinations» (Remix de Mark Hoppus) | 4:39     |  |
| 58:36       |                                         |          |  |